# Spokane Bombers
Die Spokane Bombers waren ein US-amerikanisches Eishockeyfranchise der Pacific Coast Hockey League aus Spokane, Washington.  

## Geschichte
Das Franchise der Spokane Bombers nahm zur Saison 1940/41 den Spielbetrieb in der Pacific Coast Hockey League auf. Sie füllten die Lücke, die 1939 durch die Auflösung der Spokane Clippers in der Stadt entstanden war. In ihrer einzigen Spielzeit belegten sie den ersten Platz der regulären Saison. Nachdem die PCHL am Saisonende vorübergehend den Spielbetrieb einstellte, wurden die Spokane Bombers bereits wieder aufgelöst. 